# Transfer (Coaching)
Von Transfer  spricht man im Coaching, wenn die Coaching-Maßnahme sichtbare Effekte im (beruflichen) Alltagshandeln der gecoachten Person (Coachee) bewirkt. Somit meint 'Transfer' die Übertragung eines erarbeiteten Erkenntnisgewinns in eine Verhaltensänderung.
Der Transfer ist bereits Bestandteil des laufenden Coaching-Prozesses. Ob ein Transfer stattfindet, hängt nicht allein vom Coachee ab, sondern auch davon, ob dessen Umgebung einen solchen Transfer ermöglicht oder fördert. Dies wird in Fachkreisen als Transferklima bezeichnet.
Der Transfererfolg ist ein wichtiger Aspekt des Coachingerfolgs.